# Nelson (Ringen)

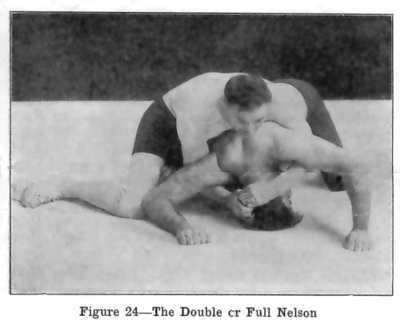
Doppelnelson (aus Lessons in Wrestling & Physical Culture, 1913)

Als Nelson bezeichnet man verschiedene Nackenhebel beim Ringen.
Bekannt sind vor allem der Halbnelson und der Doppelnelson.

## Halbnelson
Beim Halbnelson wird eine Hand unter der Achsel des Gegners hindurch an seinen Nacken gelegt und nach vorne gedrückt. Als Haltetechnik ist dieser Griff nur begrenzt von Nutzen; häufiger wird er eingesetzt, um den Gegner zu Boden zu zwingen bzw. ihn im Bodenkampf zu drehen, um ihn aufs Kreuz zu legen.

## Doppelnelson
Der Doppelnelson fixiert den Gegner stärker. Hier werden beide Arme unter den Achseln des Gegners hindurch geführt und die Hände hinter dessen Nacken verschränkt. Bei übermäßiger Anwendung drohen Halswirbelverletzungen.